# Каволини, Филиппо
Филиппо Каволини (итал. Filippo Cavolini; 1756 — 1810) — итальянский зоолог.
Профессор в Неаполе. Из его работ наиболее важны: «Memorie per servire alla storia de’polipi marini» (Неаполь, 1785), в котором он описал строение как гидроидных, так и коралловых полипов, и «Memoria sulla generazione dei pesci e dei granchi» (Неаполь, 1787), содержащее данные по оплодотворению рыб и по эмбриологии рыб и ракообразных.